# Gerhard Garstenauer

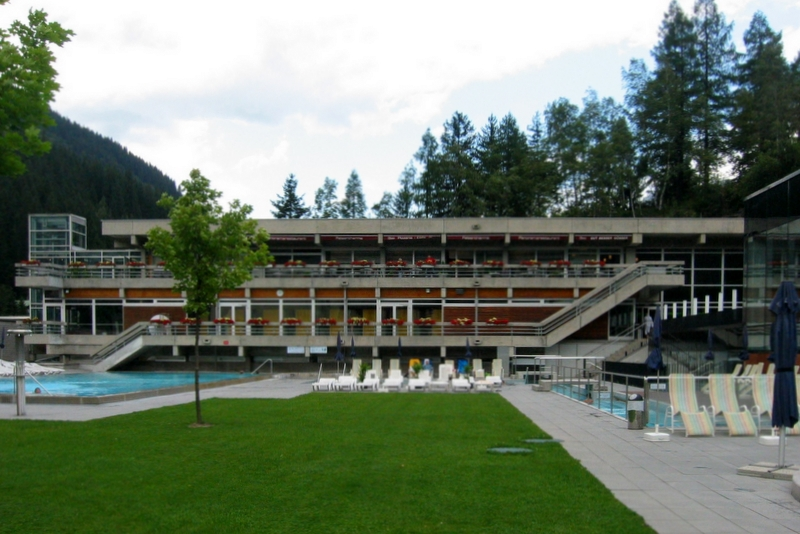
Felsentherme in Bad Gastein

Gerhard Garstenauer (* 22. Jänner 1925 in Fusch; † 22. November 2016 in Salzburg) war ein österreichischer Architekt.

## Werdegang
Garstenauer, 1925 in einer kleinen österreichischen Gemeinde geboren, studierte von 1947 bis 1952 an der Technischen Hochschule Wien bei Siegfried Theiss Architektur. Ab 1954 arbeitete er als freier Architekt in Salzburg. 1956 nahm er an der Internationalen Sommerakademie für Bildende Kunst Salzburg von Konrad Wachsmann teil. Von 1973 bis 1978 lehrte er an der Universität Innsbruck. Das von ihm in den 1960er Jahren gebaute Bad Gasteiner Felsenbad ist ein Beispiel für eine in eine schwierige Topographie eingefügte Architektur aus Felssteinen, Beton und Glas.

## Auszeichnungen
- 1975: Architekturpreis des Landes Salzburg für das Kongresszentrum in Bad Gastein
- 1995: Goldenes Ehrenzeichen des Landes Salzburg
- 2005: Ring der Stadt Salzburg

## Werke
| Foto |                 | Baujahr        | Name                                                                              | Standort                                                 | Beschreibung | Metadaten                                                                   |
| --- | --------------- | -------------- | --------------------------------------------------------------------------------- | -------------------------------------------------------- | --- | --------------------------------------------------------------------------- |
| ja | Datei hochladen | 1960           | Haus Gänsbrunn                                                                    | Gänsbrunnstraße 10, Salzburg Standort                    | Anmerkung: | P84(Architekt):Gerhard Garstenauer P131(Ort):Salzburg Region-ISO:AT-5       |
| ja | Datei hochladen | um 1960        | Montagehalle Meingast                                                             | Röcklbrunnstraße 11, Salzburg Standort                   | Anmerkung: | P84(Architekt): P131(Ort):                                                  |
| BW | Datei hochladen | 1961           | ÖFAG-Siedlung                                                                     | Siegfried-Marcus-Straße 3–18, Salzburg Standort          | Anmerkung: | P84(Architekt): P131(Ort):                                                  |
| | Datei hochladen | 1962–1964      | Mercedes-Benz-Reparaturwerke, Graz                                                | Schippingerstraße, Graz                                  | Anmerkung: | P84(Architekt): P131(Ort):                                                  |
| BW | Datei hochladen | 1967–72        | Hangsiedlung Badberg                                                              | Badbergstraße 35, Bad Gastein Standort                   | Anmerkung: | P84(Architekt): P131(Ort):Bad Gastein Region-ISO:AT-5                       |
| BW | Datei hochladen | 1972–74        | ÖFAG Automobil-Ausstellungshalle und Bürohaus                                     | Innsbrucker Bundesstraße 128, Salzburg Standort          | Innovative Gewerbe-Architektur; genaue Überlegung der Funktionen, die nie auf eine einzig mögliche festgelegt sind; besonders gewählte Konstruktionsformen. Anmerkung: | P84(Architekt): P131(Ort):                                                  |
| ja | Datei hochladen | 1962–64        | Laubenganghaus                                                                    | Althofenstraße 3, Salzburg Standort                      | Anmerkung: | P84(Architekt):Gerhard Garstenauer P131(Ort):Salzburg Region-ISO:AT-5       |
| ja | Datei hochladen | 1966–68        | Ford Schmidt                                                                      | Alpenstraße 122, Salzburg Standort                       | Die aus Betonteilen hergestellten Außenwände wurden im Strang-Press-Verfahren von der Firma Leube in Salzburg gefertigt und auf der Baustelle mittels Spezialkleber zusammengefügt. Die Fassade wirkt wie ein über die Konstruktion gebreitetes Netzwerk aus Beton und Glas. Das eigentliche Tragsystem liegt im Inneren des Objektes. Anmerkung: | P84(Architekt):Gerhard Garstenauer P131(Ort):                               |
| ja | Datei hochladen | 1967–1968      | Felsentherme in Bad Gastein HERIS-ID: 82148                                       | Bahnhofplatz 5, 5640 Bad Gastein Standort                | Anmerkung: Österreichischer Bauherrenpreis 1968 | P84(Architekt):Gerhard Garstenauer P131(Ort):Bad Gastein Region-ISO:AT-5    |
| ja | Datei hochladen | 1969–71        | Wohnhochhaus in Salzburg                                                          | Althofenstraße 1 Standort                                | Anmerkung: | P84(Architekt):Gerhard Garstenauer P131(Ort):Salzburg Region-ISO:AT-5       |
| ja | Datei hochladen | 1970–1974      | Kongresshaus Bad Gastein HERIS-ID: 113717                                         | Kaiser Franz Josef-Straße 4 Standort                     | → Hauptartikel : Kongresshaus Bad Gastein f1 | P84(Architekt):Gerhard Garstenauer P131(Ort):Bad Gastein Region-ISO:AT-5    |
| ja | Datei hochladen | 1972           | Doppelsesselbahn Schideck                                                         | Standort                                                 | mehrere Objekte Anmerkung: | P84(Architekt):Gerhard Garstenauer P131(Ort):Bad Gastein Region-ISO:AT-5    |
| ja | Datei hochladen | 1972–1974      | Mercedes-Benz-Zentralersatzteillager                                              | Siebenstädterstraße 46, Salzburg Standort                | Anmerkung: | P84(Architekt): P131(Ort):                                                  |
| ja | Datei hochladen | 1976–1978      | Einfamilienhaus Garstenauer in Salzburg Aigen HERIS-ID: 85762 Objekt-ID: 99982    | Schwarzenbergpromenade 1-1 Standort                      | Anmerkung: seit 2013 unter Denkmalschutz | P84(Architekt): P131(Ort):Salzburg Region-ISO:AT-5                          |
| [[Vorlage:Bilderwunsch/code!/C:47.24566,13.10972!/D:Sonnenbadeanlage in Dorfgastein, Solarbad Gastein Solarbadstraße 24, 5632 Dorfgastein !/\|BW]] | Datei hochladen | 1977–1978      | Sonnenbadeanlage in Dorfgastein, Solarbad Gastein                                 | Solarbadstraße 24, 5632 Dorfgastein Standort             | | P84(Architekt):Gerhard Garstenauer P131(Ort):Dorfgastein Region-ISO:AT-5    |
| ja | Datei hochladen | 1979-1983      | Museum der Moderne Salzburg Rupertinum                                            | Wiener-Philharmoniker-Gasse 9, Salzburg Standort         | Anmerkung: | P84(Architekt): P131(Ort):                                                  |
| ja | Datei hochladen | 1980 oder 1987 | Wohnanlage Fasaneriestraße/Paumannstraße in Salzburg                              | Fasaneriestraße 31; Paumannstraße 4-8, Salzburg Standort | Anmerkung: | P84(Architekt): P131(Ort):                                                  |
| ja | Datei hochladen | 1983           | Hypo-Bank                                                                         | Ignaz-Harrer-Straße 79a, Salzburg Standort               | Anmerkung: | P84(Architekt): P131(Ort):                                                  |
| ja | Datei hochladen | 1985–1992      | Umbau des Toskanaflügels der Salzburger Residenz HERIS-ID: 46153 Objekt-ID: 47844 | Residenzplatz 1 Standort                                 | → Hauptartikel : Salzburger Residenz f1 | P84(Architekt): P131(Ort):Salzburg Region-ISO:AT-5                          |
| ja | Datei hochladen | 1991           | Verwaltungsgebäude GSWB                                                           | Ignaz-Harrer-Straße 84, Salzburg Standort                | Anmerkung: | P84(Architekt): P131(Ort):                                                  |
| BW | Datei hochladen | 1996           | Einfamilienhaus in Klosterneuburg                                                 | Hillebrandgasse 24, Klosterneuburg Standort              | | P84(Architekt):Gerhard Garstenauer P131(Ort):Klosterneuburg Region-ISO:AT-3 |
| ja | Datei hochladen | 1999           | Fenix K+K Hotel in Prag                                                           | Standort                                                 | | P84(Architekt): P131(Ort):                                                  |
| ja | Datei hochladen |                | Mercedes-Benz-Gebäude/Zentrale in Salzburg                                        | Fasaneriestraße 35, Salzburg Standort                    | | P84(Architekt): P131(Ort):                                                  |

## Publikationen
- Planungsgrundlagen für Hohe Schulen in Österreich Neugründung, Auffindung der Strukturreform. Salzburg 1966, OCLC 614888634.
- Architekt und Bauingenieur: Konflikt oder Symbiose der Ideen, Welz. Salzburg 1973, OCLC 916721982.
- Ideen für eine Stadt: Salzburg als Beispiel, Galerie Welz. Salzburg 1980, ISBN 3-85349-072-7.
- Interventionen, Anton Pustet. Salzburg 2002, ISBN 978-3-7025-0418-2.
- Konstantmodern, Fünf Positionen zur Architektur, Atelier 5, Gerhard Garstenauer, Johann Georg Gsteu, Rudolf Wäger, Werner Wirsing.   Springer, Wien New York 2009, ISBN 978-3-211-99190-9.